# منازل هوغوورتس
منازل هوغوورتس (بالإنكليزية:Hogwarts Houses) أربعة منازل خيالية تتكون منها مدرسة هوغوورتس للسحر والشعوذة في سلسلة هاري بوتر للمؤلفة البريطانية ج. ك. رولنغ، قام بإنشائها مؤسسو هوغوورتس الأربعة: غودريك غريفندور، روينا رافنكلو، هيلجا هافلباف، وسالازار سليذرين قبل ألف سنة من أحداث السلسلة الحالية، ويحمل كل منها اسم المؤسس الذي قام ببنائه. في كل عام يصنف الطلبة الجدد إلى منازلهم بواسطة قبعة التنسيق التي تقوم بإرسال الطلاب إلى منازلهم المختارة حسب صفاتهم الشخصية، ويصبح منزل الطالب في هوغوورتس بمثابة أسرته. لكل واحد من المنازل رئيس من الأساتذة يقوم على رعاية شؤون تلامذته، ويملك سلطة معاقبتهم بالفصل في حالة ارتكابهم مخالفات كبرى، ولكل منزل فريق كويدتش خاص به.
ترمز المنازل الأربعة إلى عناصر الطبيعة الأربعة.

## التنسيق
في أيام هوجورتس الأولى كان يتم اختيار الطلاب لدخول المنازل بواسطة المؤسسين مباشرة، وعندما بدأ القلق حول كيفية اختيار الطلاب بعد موت المؤسسين خلع جودريك جريفندور قبعته، ووضع المؤسسون فيها أفكارهم بحيث تستطيع أن تصنف التلاميذ بدلاً عنهم. (و يُعتقد أيضاً بناء على أحداث السلسلة أن استحداث قبعة التنسيق جاء نتيجة مغادرة سالازار سليذرين المفاجئة لقلعة هوجوورتس واختفاءه بسبب تصاعد الخلافات بينه وبقية المؤسسين خصوصاً جودريك جريفندور). وحالياً في بداية كل عام دراسي تُوضع قبعة التنسيق على رأس كل تلميذ جديد خلال حفل التنسيق، فتعلن اسم المنزل الذي سيذهب إليه التلميذ. وقبل بدء التنسيق تغني القبعة أغنية قصيرة Ballad حول تأسيس المدرسة والبيوت الأربعة. وتختلف الأغنية في كل عام عن الذي يليه؛ إذ أن القبعة تقضي العام كله في تأليف الأغنية.
تصنف القبعة التلاميذ بمعايرة مميزاتهم وخصائصهم ثم باختيار المنزل الأكثر ملائمة للتلميذ أو التلميذة. ويملك الطلاب أفضلية التأثير في قرار القبعة، وأوضح مثال على ذلك ميل القبعة إلى تصنيف هاري بوتر في منزل سليذرين في الكتاب الأول، لكنها اختارت جريفندور بعد ذلك بشكل مطلق لإرسال هاري إليه بعد أن طلب إليها هاري ألا ترسله إلى سليذرين، ووضح دمبلدور ذلك لهاري في الكتاب الثاني قائلاً أن هذا ما ينبغي أن يكون عليه الأمر، عندما يفكر المرء بأن الخيارات التي يختارها الناس هي ما يعرفهم أكثر مما تفعل قدراتهم. وفي الواقع فإن القبعة أكثر ميلاً لاختيار المنازل للطلبة تبعاً لقراراتهم المبيتة، ولا تتخذ قرار إرسال الطلاب بنفسها إلا لأولئك الذين لا يملكون فكرة أو تصوراً مسبقاً لماهية المنازل. ويدل على ذلك ما قاله البروفيسور سلوغهورن من أن تفضيلات المنازل تميل لأن تكون موروثة في العائلات، فهناك عائلات بكاملها تدخل بيوتاً معينة، فآل مالفوي دائماً في منزل سليذرين، ورون ويزلي لم يعتقد أبداً أنه يستطيع أن يكون في أي بيت آخر غير جريفندور الذي كان فيه كل أفراد عائلته، ومن ذلك أن هرمايني جرينجر التي لم يكن أي فرد من عائلتها ساحراً، لكنها مع ذلك تعرف عن بيوت المدرسة اختارت جريفندور بدلاً عن رافنكلو الذي أوصت به القبعة.
يظهر أن الكثيرين من أعضاء نفس المنزل يتشاركون نفس الخصائص العامة، وليس معروفاً ما إذا كان هذا الأمر موجوداً قبل أن يتم تصنيفهم ويتم استخدامه كمقياس عند التصنيف، أو أنهم اكتسبوا هذه الصفات عن طريق عضويتهم في المنزل.
لا تقيس القبعة التلاميذ بواسطة قدراتهم الأوضح، بل إنها قدراتهم وصفاتهم الممكنة التي يمكن أنها لم تتطور بعد.
"يمكنك أن تكون عظيماً، أنت تعلم، كله هنا في رأسك، وسليذرين سيساعدك في طريقك إلى العظمة" تقول لهاري مقترحة عليه سليذرين كالبيت الأفضل لمستقبله. وبشكل مشابه فإنها تسمح لهرمايني جرينجر ونيفيل لونج بوتوم بأن يكونا في جريفندور رغم أنهما لا يتمتعان بالمقاييس التقليدية للشجاعة الجريفندورية.

## تنظيم المنازل
البيوت الأربعة كيانات منفصلة ومستقلة بشكل كبير. كل بيت فيه غرفة عامة، ومهجع للتلاميذ، ولكل بيت طاولته الخاصة في البهو العظيم.
غالباً ما يتشاطر التلاميذ دروسهم مع تلاميذ من منازل أخرى، ولا توجد أي قاعدة ضد التفاعلات الاجتماعية بين البيوت المختلفة، لكن معظم التفاعلات والعلاقات الاجتماعية تنشأ داخل البيت الواحد، ولكل بيت رأس هو أحد المدرسين الذي كان سابقاً أحد تلاميذ المنزل، ويكون مسئولاً تماماً عن كل ما يتعلق ببيته وتلاميذه. وهناك شبح لكل بيت كان سابقاً دارساً فيه.
تتنافس البيوت بشكل كبير مع بعضها البعض، وهذه المنافسة ليست دائماً ودية، وغالباً ما تتوضح خلال مباريات الكويدتش، ومنافسة كأس المنازل التي تتحدد بقدر النقاط التي يحصل عليها أو يخسرها كل طالب في المنزل، وتؤخذ هذه النقاط أو تعطى خلال السنة الدراسية للتلاميذ.
كل أعضاء الهيئة التدريسية، ورئيس ورئيسة التلاميذ لديهم سلطة إعطاء أو خصم النقاط من التلاميذ.
و يُظهر معلم الوصفات السابق سيفروس سنيب تفضيلاً لطلبة منزله سليذرين، لكن هذا التفضيل لا يبدو مخالفاً للقواعد، رغم أنه مكروه بشدة من جميع الطلبة عدا تلاميذ سليذرين. ولا يُظهر بقية المعلمين تفضيلاً شديداً لمنازلهم.
يفترض البعض أن أي شيء أو شخص ينتمي إلى سليذرين شرير. هذا الأمر قيل بواسطة هاجريد:
"كل ساحر سلك طريق الشر كان في سليذرين"، الأمر الذي لا يعني "كل ساحر كان في سليذرين سلك طريق الشر".
في واقع الأمر، فإن بعض العائلات السليذرينية قد أخذت طريق الحياد إزاء الحرب، واكتشف هاجريد تناقضه عندما اكتشف أن المنازل الأخرى أخرجت سحرة أشرار أيضاً، وأوضح مثال عليهم بيتر بيتيجرو الذي كان في جريفندور.
في سنة هاري بوتر الأولى، أخبرته قبعة التنسيق أن سليذرين سيجعله عظيماً، وبرغم ذلك اختار جريفندور. في خلاصة الأمر، لا ينفي هذا أن هاري بوتر، الصبي الذي نجا، امتلك، ويملك صفات سليذرين التي ستجعله عظيماً. وللبعض يظهر هذا الأمر أن هاري بوتر ليس محصناً ضد مسار الشر، لكن لآخرين، هذا الأمر يظهر أن هاري مرشح قوي ليكون قائداً في المعركة القادمة.
قيل أيضاً أن المنازل الأربعة يجب أن تتحد معاً وتقاتل كوحدة واحدة لأجل بقاء هوجوورتس. كما أن حقيقة امتلاك كل منزل لفضائله ورذائله يجب أن تبقى ماثلة في الأذهان.
يظهر التنافس العدواني بين المنازل بشكل أوضح بين منزلي جريفندور وسليذرين.
"تلاميذ جريفندور وسليذرين يكرهون بعضهم البعض كمبدأ". ويحتمل أن هذا العداء يعود إلى أيام جودريك جريفندور وسالازار سليذرين بعد أن أسسا المدرسة، لأن قبعة التنسيق تقول أنهما كانا أعز الأصدقاء وأفضلهم قبل أن يؤسسا المدرسة. وليس من الواضح وجود عداء من هذا النوع بين رافنكلو وهافلباف.
غالباً، لكن ليس دائماً، يظهر البيتان الآخران معاديين لسليذرين وداعمين لجريفندور، الأمر الذي يُذكر بكيفية معارضة المؤسسين الثلاثة الآخرين لسليذرين الأمر الذي دفعه لمغادرة المدرسة. لكن استثناء ظهر عندما دعم رافنكلو وسليذرين وهافلباف سيدريك ديجوري مرشح هافلباف ضد مرشح جريفندور هاري بوتر في مسابقة السحرة الثلاثة لأنهم أعتقدوا ان هاري تحايل للدخول لتلك الدورة

## المنازل الأربعة

شعار منزل جريفندور

### جريفيندور
يمثل جريفندور عنصر النار، ولعل هذا ما يُفسر ألوانه.

يشتهر جريفندور بتقدير الشجاعة والفروسية والجرأة، ويتخذ الأسد رمزاً له، ولوناه هما القرمزي والذهبي.

منيرفا مكجونجال هي رئيسة جريفندور الأحدث، ونيك شبه مقطوع الرأس هو شبحه. أما مؤسسه فهو جودريك جريفندور.

و بما أن هاري بوتر ينتمي إلى هذا المنزل، فهو المنزل الوحيد الذي وُصفت أقسامه الداخلية بالتفصيل (مع أن غرفة سليذرين العامة قد وصفت باختصار في كتاب هاري بوتر وحجرة الأسرار ووصفت غرفة رافينكلو في الجزء السابع)، ويحصل أعضاؤه على جل اهتمام الرواية. 

يقع البيت في أحد أبراج القلعة، ومدخله لوحة السيدة السمينة في الثوب الوردي، والسيدة تسمح بدخول أعضاء البيت فقط بعد أن يعطوها كلمة السر، وتقع الغرفة العامة وراءها، حيث توجد المدفأة ولدرج الذي يقود إلى مهجعي الأولاد والبنات.

و بما أن هاري بوتر جريفندوري فإن جريفندور يحوز معظم الجوائز والثناء.

أعضاء جريفندور مزدرون من منازل كسليذرين كما يقول فينياس نيجيلوس بلاك لأنهم يتورطون في أفعال خالية من المعنى سعياً إلى البطولة.

بعض أعضاء المنزل المشهورين:
- البوس دمبلدور
- روبيوس هاجريد
- منيرفا مكجونجال
- هاري بوتر
- رون ويزلي
- هيرمايني جرينجر
- لافاندر براون
- سيموس فينجيان
- بارفاتي باتيل
- دين توماس
- جيني ويزلي
- جيمس بوتر
- ليلي إيفانز
- سيرياس بلاك
- ريموس لوبين

### سليذرين
أحد منازل هوجوورتس الأربعة، وأكثرها نجاحاً بعد منزل جريفندور، هناك نظرية تقول: "كل ساحر سلك طريق الشر كان في سيليذرين"، لكنها نظرية لم تثبت حتى الآن، فرغم احتشاد الشخصيات التي لا يحبذها القُراء عادة في سيليذرين، إلا أن جريفندور، وبقية المنازل حفلت بالأشرار، وربما يكون لورد فولدمورت هو الساحر الأسود العظيم الوحيد المتخرج من سيليذرين، بعد ثبوت أن الساحر الأسود جريندل فالد لم يكن في سيليذرين.
شعار سيليذرين هو الثعبان الفضي، ولونه الأخضر، يرمز اللون الفضي إلى الشر المختفي، وغير المتوقع، كما يرمز إلى البرود الملكي، والعراقة، وهو اللون الذي يطفو على سطح الذاكرة. أما اللون الأخضر، فالثعبان الأخضر رمز الشر في الأسطورة اليابانية، ولون عمق المحيط حيث تختفي الأسرار، كما أنه رمز السحر القديم، ولون تعويذة أفادا كيدافرا القاتلة، وأنه لون الضوء الكاشف، ويرمز كلا اللونين الأخضر الغامق (لون منزل سيليذرين)، والفضي إلى الذكاء وكثرة الأسرار، والشخصية المعقدة التي تخفي في طياتها الكثير من المفاجئات، ويتمتع الميالون إلى هذين اللونين بمزاج عملي نشيط، يميل إلى المرح غالباً، لكنه يُسرف في الاكتئاب أحياناً.
يقدر المنزل الطموح العالي، والمكر، ويقبل من يملكون الصفات التي لطالما قدرها سيليذرين في الطلبة الذين انتقاهم بنفسه، الشجاعة، والدهاء، والاستخفاف بالقوانين، والحرص، والحذر، مع وجود فرع سحري مؤكد في سلالة الساحر أو الساحرة. وهناك أُسر لطالما صنفت في سيليذرين تقليدياً كأسر: بلاك، ومالفوي، وليسترانج ممن كانوا مع لورد فولدمورت حين ظهوره، ومن هذه الأسر، فإن أسرة بلاك قد انتهت، ويبدو أن أسر مالفوي وليسترانج قد دخلت طور الاحتضار.
شبح البيت هو البارون الدموي، ومدخله جدار حجري في الزنزانات، تقع الغرفة العامة والمهاجع للبيت تحت بحيرة هوجوورتس تماماً، وبحسب رولنغ فإن سيليذرين يتفق جيداً مع العنصر المائي للطبيعة.
يُبدي تلاميذ سيليذرين ميلاً واضحاً للوصفات والدفاع ضد السحر الأسود، ولعل هذا هو سبب كون معظم أفضل المتعاملين بالوصفات ضمن هذا البيت، ومنهم توم ريدل وسيفروس سناب.
رئيس البيت هو: سيفروس سناب.
[b]و رئيسه السابق: (حُجب بسبب قانون سبويلرز)
هذا المنزل يقع في ردهة القلعة وهو وراء بابان الباب الأول بالخشب والباب الثاني بالقضبان وعندها كأنك تدخل في معمل تستطيع أن تتجول فيه في الصباح كماشئت لكن في الليل يجب أن تحذر الحراس ولكن إن اجتزتهم تدخل إلى المهجع ورئيسها هو سيفروس سنيب
بعض أعضاء المنزل المشهورين:
- لورد فولدمورت
- لوشيوس مالفوي
- سيفروس سنيب
- بيلاتريكس لسترانج
- دراكو مالفوي
- فينست كراب
- جريجوري جويل
- هوراس سلوغهورن

### رافنكلو
من المعروف ان جميع طلاب رافنكلو اذكياء وسريعي البديهة مع انه لم يتم تسليط الضوء على رافنكلو كثيرا إلا أنه كثير من أبناء رافنكلو يتمتعون بالشجاعة والبراعة وقد أثبتوا دالك
من أبناء رافنكلو
لونا لوفجود التي شارك هاري واصدقاءه في الرحلة إلى الوزارة في الجزء الخامس من سلسلة روايات هاري بوتر -هاري بوتر وجماعة العنقاء-شبح المنزل هي السيدة الرمادية وتتضح في الجزء السابع انها هيلينا رفنكلو ابنة روينا رافنكلو مؤسسة المنزل وهي التي سرقت تاجاها مما عجل من موتها
بعض أعضاء المنزل
روينا رافنكلو...مؤسسة المنزل
السيدة الرمادية
تشو تشانج
جيلدروي لوكهارت
لونا لوفجود
بادما باتيل

### هافلباف
منزل هافلباف هو منزل الصداقة والحب البريء والوفاء، هافلباف روح هوغوارتس وزهرته التي لا تذبل، هذا هو منزل هافلباف بمؤسسته هيلجا هافلباف الطيبة واللطيفة والتي قررت أن تستقبل في منزلها كل طالب لم تتوفر فيه صفات المنازل الأخرى.
هذا بالإضافة إلى الصفات التي يتميز بها أبناء هافلباف وهي الصداقة والحب والعمل المجد والتعاون والوفاء.
ولقد وصفت قبعة التنسيق هافلباف كما هو التالي:
حيث هم عادلون وأوفياء.
أولئك الهافلبافيون الصبورون الصادقون وغير الخائفين من التعب.
لقد أسس منزل هافلباف قبل ما يقارب الألف سنة عندما تأسست مدرسة هوجورتس لتعليم السحر والشعوذة.
ومؤسسة المنزل هي هيلجا هافلباف، أما عن شبحه فهو الراهب السمين.
وشعار المنزل هو غرير أسود ذو فرو أصفر مائل إلى الذهبي، ولذلك تتكون ألوان ملابس وشعارات هافلباف من اللونين الأصفر والأسود.

ومن الأشخاص المعروفين ماضياً وحاضرا:
- هيلجا هافلباف.....مؤسسة المنزل
- الراهب السمين
- روز زيلير
- هانا أبوت
- سوزان بونز
- كادولادير
- سيدريك ديجوري
- ايرني ماكمليان
- زاكرياس سميث
- سوميربي
- سوميرز
- اوين كودويل
- نيوت سكامندر

## إشارات
1. ↑  ج. ك. رولنغ. هاري بوتر وحجرة الأسرار. بلومزبري 1998
2. ↑  ج. ك. رولنغ. هاري بوتر وحجر الفلاسفة. بلومزبري 1997